# Portret Ferdinanda Guillemardeta, ambasadora francuskiego w Hiszpanii

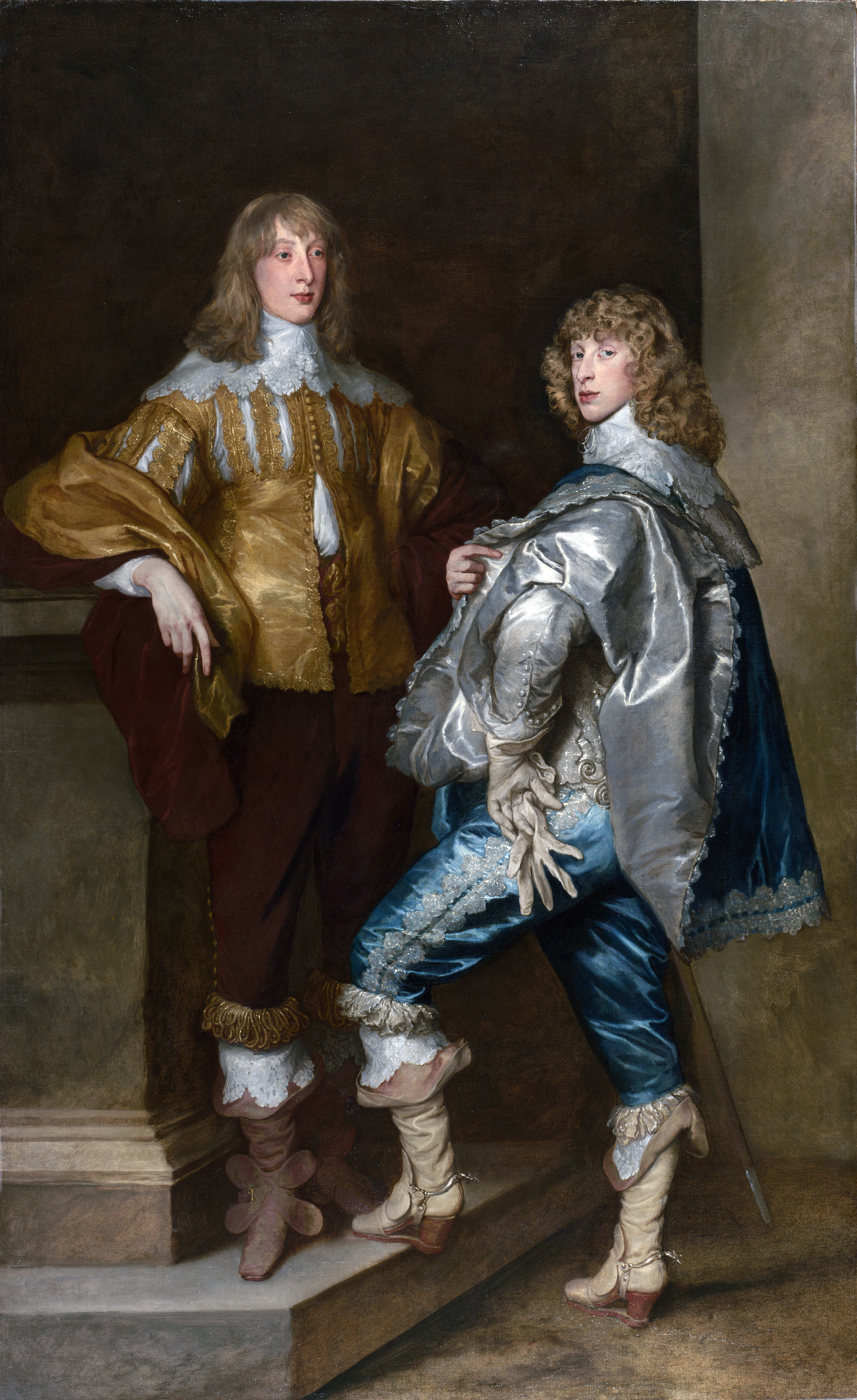
Portret lordów Johna i Bernarda Stuartów, Van Dyck, ok. 1638

Portret Ferdinanda Guillemardeta, ambasadora francuskiego w Hiszpanii lub Ferdinand Guillemardet (hiszp. Retrato de Ferdinand Guillemardet) – obraz olejny hiszpańskiego malarza Francisca Goi (1746–1828). Portret przedstawia Ferdinanda Guillemardeta (1765–1809), francuskiego lekarza, dyplomatę i ambasadora w Hiszpanii. Obecnie znajduje się w Luwrze, jest pierwszym dziełem Goi, które trafiło do kolekcji muzeum. Sam malarz był z niego wyjątkowo zadowolony, miał go nazwać „najlepszym, jaki namalował”.

## Okoliczności powstania
Ferdinand Guillemardet przyjechał do Madrytu w 1798, aby przez następne dwa lata sprawować urząd ambasadora Francji. Stosunki pomiędzy młodą republiką francuską i monarchią hiszpańską były napięte. Ambasador został mianowany przez Konwent Narodowy odpowiedzialny za zniesienie monarchii we Francji i skazanie na śmierć Ludwika XVI, kuzyna hiszpańskiego króla Karola IV Burbona. Możliwe, że Mariano Luis de Urquijo, sekretarz stanu hiszpańskiego rządu tymczasowego i jednocześnie dyrektor Królewskiej Akademii Sztuk Pięknych św. Ferdynanda przedstawił mu Goyę, aby ten namalował portret ambasadora w geście przyjaźni wobec Francji. Artysta był już wtedy wziętym malarzem o ustalonej renomie wśród arystokracji i na dworze, cenionym szczególnie za portrety, jednak po raz pierwszy portretował cudzoziemca. Guillemardet znał także oświeceniowego polityka Gaspara de Jovellanosa, który podobnie jak Urquijo był frankofilem i protektorem Goi.
Guillemardet był jedną z pierwszych osób, które nabyły zestaw satyrycznych i krytycznych rycin Goi pt. Kaprysy. Zabrał je ze sobą do Francji, a jego dzieci pokazały je swojemu przyjacielowi malarzowi Delacroix, który wykonał ich kopie. Prawdopodobnie to Guillemardet udostępnił Goi pomieszczenie na strychu ambasady, gdzie malarz wydrukował odbitki rycin.

## Opis obrazu
Guillemardet siedzi na krześle w nieco wymuszonej pozycji ze skrzyżowanymi nogami i jedną ręką opartą na udzie, obrócony w kierunku widza. Na jego twarzy wyróżniają się inteligentne oczy i orli nos. Postać jest elegancka i beztroska, może wydawać się zarozumiała, podobnie jak jeden z braci na obrazie Portret lordów Johna i Bernarda Stuartów Van Dycka, który Goya mógł znać ze sztychu. Oficerski mundur, który Guillemardet ma na sobie, zaprojektował oficjalny malarz I Republiki, Jacques-Louis David. Czarny surdut ozdobiony jest złotymi guzikami. 
Na przykrytym złotawym materiałem stole leżą bikorn, dokumenty i przybory do pisania – typowe elementy pojawiające się na portretach polityków i intelektualistów. Goya zastosował zielonkawoszare, cieniowane tło (jaśniejsze w górnym i dolnym obszarze) nadające kompozycji głębię. Ciemny mundur i buty oraz głowa modela wyróżniają się na jaśniejszej części tła.
Ambasador jest przedstawicielem nowego porządku, jego postać jest uosobieniem silnej i pewnej siebie francuskiej republiki. Kolory francuskiej flagi zostały kilkakrotnie zaznaczone: na przewiązanej w pasie szarfie, piórach kapelusza i kokardzie narodowej. Nonszalancka poza ambasadora może także wyrażać stosunek rewolucyjnej Francji do monarchistycznej Hiszpanii. 

## Proweniencja
Obraz został zaprezentowany w 1799 na rokrocznej wystawie Akademii św. Ferdynanda. Kiedy pod koniec 1799 Napoleon został konsulem Francji, Guillemardet został wezwany do ojczyzny i w 1800 wyjechał zabierając portret ze sobą. Obraz należał do spadkobierców Guillemardeta, aż do 1865, kiedy jego syn Louis Guillemardet przekazał go do Luwru.